# JR東日本研究開発センター

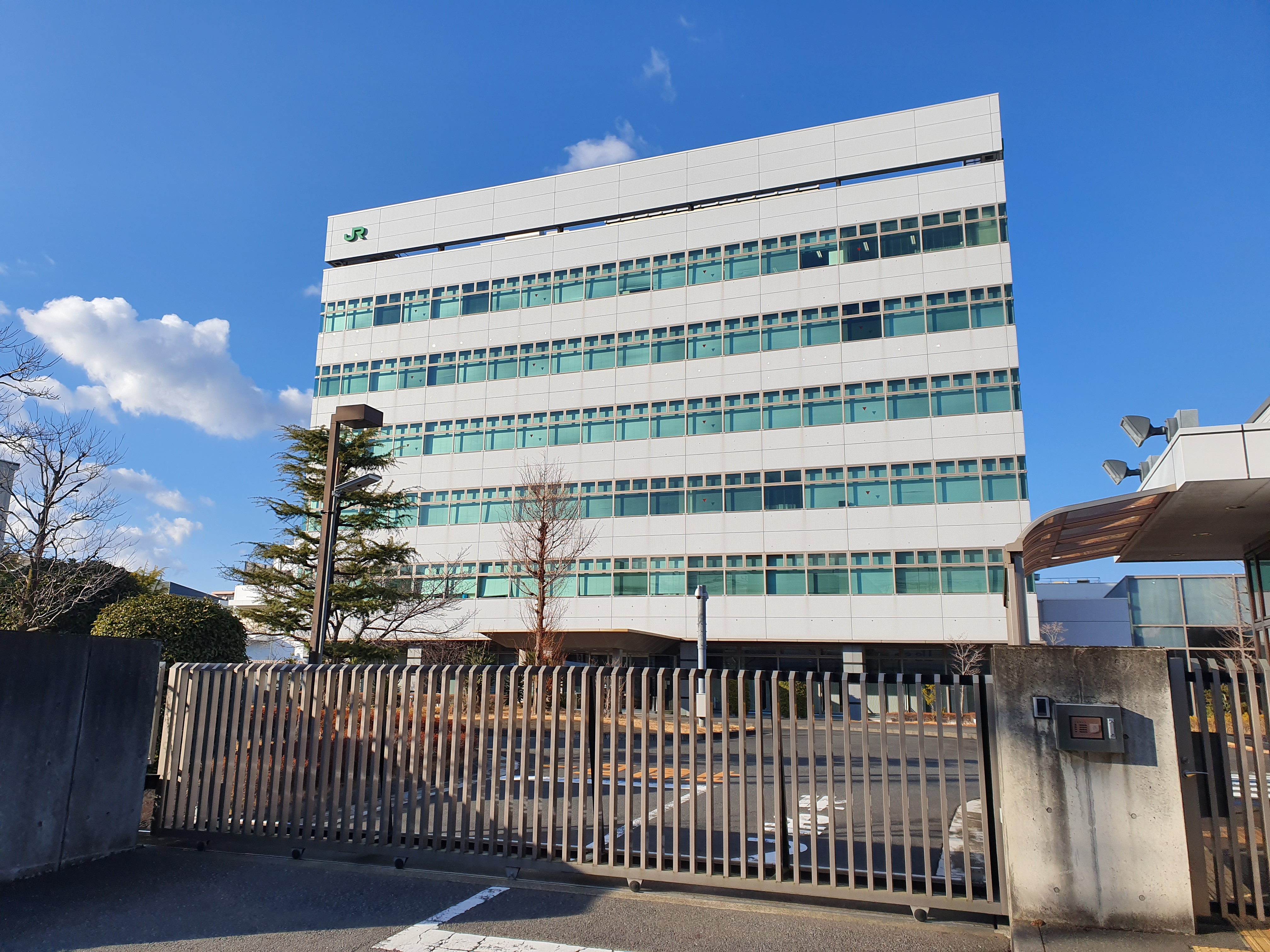
JR東日本研究開発センター

JR東日本研究開発センター（ジェイアールひがしにほんけんきゅうかいはつセンター）は、埼玉県さいたま市北区にある、東日本旅客鉄道（JR東日本）の企業内研究機関である。

## 概要
敷地面積は約31,000平方メートル、延べ床面積約12,000平方メートル。約300人の研究スタッフが働く。フロンティアサービス研究所・先端鉄道システム開発センター・安全研究所・テクニカルセンター・防災研究所・環境技術研究所の6研究所からなる。

## 歴史
- 2001年12月1日、本社総合技術推進部、テクニカルセンター、安全研究所の機能を、さいたま市の研修センター跡地に移し、設立された[1]。
- 2006年2月1日、防災研究所が追加設立された。

## 施設

### フロンティアサービス研究所
フロンティアサービス研究所では、顧客満足を追求するマーケティング、先端技術を活用した新たな駅づくりなどを調査、研究する。成果には、首都圏各駅構内に設置されているフルカラーLED列車案内表示装置など。

### 先端鉄道システム開発センター
先端鉄道システム開発センターでは、車両制御システムの革新を軸に利便性、快適性、安全性、安定性の向上、地球環境保護をテーマにした研究をおこなう。営業ベースでの時速360km運転を目指す新幹線E954形電車 (FASTECH360)、二酸化炭素 (CO2)、窒素酸化物 (NOx)の排出量抑制などをテーマにしたNEトレインなどの試験走行に挑む。

### 安全研究所
安全研究所では、鉄道輸送に関する安全性のレベルアップを命題に、鉄道運転にかかわる事故防止、4M4E分析などによるヒューマンファクターの追求に取り組む。

### テクニカルセンター
テクニカルセンターでは、鉄道メンテナンスコスト削減などに主眼に置き、手のかからぬ車両、設備のあるべきすがたを研究する。首都圏各線区で敷設工事がすすむ次世代分岐器転轍機、TC型省力化軌道など。

### 防災研究所
防災研究所では、鉄道輸送事故にかかわる自然現象との関係がテーマ。自然現象による鉄道災害の発生機構の解明、災害に関わる観測、検知、危険度評価手法の開発、効果的な災害対策の提案などに取り組む。2007年にはJR羽越本線脱線事故を踏まえ、羽越線余目駅にドップラー・レーダーを設置、強風データの収集を開始した。

## 所在地
- 埼玉県さいたま市北区日進町二丁目479番地　※JR社員以外は立入禁止